# 324417 Kaisiadorys
324417 Kaisiadorys este o planetă minoră (asteroid) din centura de asteroizi. A fost descoperită pe 27 septembrie 2006 la Molėtų astronomijos observatorija⁠(d) de . 
Obiectul prezintă o orbită caracterizată de o semiaxă mare de 2,4053134333507 UAi, o excentricitate de 0,18397647827066, o înclinație de 1,6574163162193 ° în raport cu ecliptica.